# Gwenddolau ap Ceidiaw
Gwenddolau ap Ceidiaw (ou Gwenddolew ap Ceidio, soit Gwenddolau fils de Ceidiaw), mort en 573, est un roi cité dans les triades galloises et les poèmes relatifs à Merlin (Myrrdin). 

## Contexte
Selon le Généalogies des Hommes du Nord ; Gwenddolau est réputé être un descendant de Coel Hen, il est le fils de Ceidiaw mab Arthwys, fils de Arthwys mab Mar, le fils de Ceneu mab Coel
Il est roi d'une région qui correspond au moderne Galloway vers 560. Durant la bataille d'Arfderydd où Merlin est à son service comme Barde, allié à Morcant et au roi des scots Áedan de Dalriada; il est vaincu et tué par une coalition de princes bretons du nord dirigée par le roi d'Ebrauc Peredyr Arueu Dur qui comprend son frère Gwrgi et le roi Rhydderch Hael de Strathclyde. 

## Sources
- (en) Peter Bartrum, A Welsh classical dictionary: people in history and legend up to about A.D. 1000, Aberystwyth, National Library of Wales, 1993, p. 355-356 GWENDDOLEU ap CEIDIO. (d 573).
- (en) Tim Clarkson, The Men of the North. The Britons of southern Scotland, Edinburgh, John Donald, 2010, 230 p. (ISBN 9781906566180), p. 88-99,144.
- (en) Rachel Bromwich (ed.), Trioedd Ynys Prydein ? University of Wales Press, new ed. 1991.